# Jimm
Jimm é um cliente alternativo de mensagens instantâneas de código aberto para a rede ICQ. Está escrito em Java ME e deve funcionar na maioria dos dispositivos móveis que seguem a especificação MIDP.
Jimm é licenciado sob os termos da Licença Pública Geral GNU.

## História
O criador de Jimm é Manuel Linsmayer. Em 2003 ele lançou um cliente Mobicq. O cliente permite visualizar uma lista de contatos e trocar mensagens em um protocolo OSCAR (ICQ v8).
Em 2004, a AOL proibiu o uso do nome "Mobicq" porque contém uma parte pertencente à marca comercial da empresa "ICQ". Naquela época, o cliente podia exibir o status, exibir informações sobre o usuário, reproduzir sons e exibir mensagens no bate-papo. Foi decidido mudar o nome de Mobicq para Jimm. O nome "Jimm" significa "Java Instant Mobile Messenger".

### Versões de teste
Em abril de 2008, o trabalho começou em uma nova versão do Jimm - 0.6.0. Muitas funções adicionais foram introduzidas na versão de desenvolvimento, algumas das quais foram implementadas anteriormente em várias modificações de Jimm. Por exemplo, a versão beta incluía os seguintes recursos:
- ler e definir status X;
- transferência de arquivos via servidor web jimm.org;
- emoticons animados;
- ver o avatar do interlocutor;
- filtro anti-spam;
- envio de SMS e chamadas telefônicas de saída sem sair do programa;
- novos esquemas de cores;
- Removendo-se da lista de contatos do interlocutor
- interface incluindo em russo.

### Alpha
Em maio de 2009, o trabalho começou em uma nova versão do Jimm - 0.7.0. Principais alterações na versão 0.7.0:
- Modo retrato do aplicativo;
- Mudou o método de processamento de imagem;
- Suporte total para mensagens xtraz;
- O separador de mensagens horizontal na janela de bate-papo;
- Teclas de atalho reprojetadas;
- Vibração opcional com exceções;
- Módulo ACTIVITYUI;[1]
- Módulo SENSOR.[2]

## Equipe de desenvolvimento de Jimm
- Manuel Linsmayer (fundador do projeto Jimm)
- Andreas "Rossi" Rossbacher
- Denis "ArtDen" Artemov
- Ivan "Rad1st" Mikitevich

## Modificações
Modificações populares:
- XaTTaB Jimm (fonte) é uma das primeiras e melhores modificações para o Jimm oficial.
- Jimm de aspro (código-fonte) - Jimm multi-protocolo de modificação de mensagens via: ICQ, Jabber, Mail. Ru Agente e MSN.
- O IGRYM Jimm BEST (um projeto no GitHub) é a modificação mais popular do Jimm da XaTTaB. Desde março de 2009, um projeto independente.
- DiChat de MrDarK_AngeL (código fonte fechado) - modificação de Jimm de XaTTaB. Desde fevereiro de 2008, um projeto independente.
- QIP Mobile Java (código-fonte sob solicitação Arquivado em 12 de agosto de  2019, no Wayback Machine.) - modificação de Jimm sem indicar isso. Baseado no código Jimm Aspro. É uma cópia da versão Multi com funcionalidade alterada.

## Requisitos do sistema para a versão 0.5.1
- Suporte a soquetes brutos
- 70 Kb de memória do telefone;
- 250 KB de memória dinâmica.